# Falculopsis multistriata
Falculopsis multistriata là một loài bướm đêm trong họ Geometridae.